# مهندسی تریومف
مهندسی تریومف (انگلیسی: Triumph Engineering) شرکت موتورسیکلت‌سازی بریتانیایی است، که در سال ۱۸۸۵ تأسیس شد و هم‌اکنون زیرمجموعه‌ای از شرکت تریومف می‌باشد.